# Погойла
По́гойла (карел. Pogoilu) — деревня в составе Ведлозерского сельского поселения Пряжинского национального района Республики Карелия.

## Общие сведения
Расположена на юго-восточном берегу озера Тепо.

## Население
Численность населения в 1905 году составляла 55 человек.
| 2002 | 2010 | 2013 |
| ---- | ---- | ---- |
| 0    | ↗1   | →1   |